# Rietschebach
Die Rietschebach, selten Ritzebach, fälschlich auch Rutschebach genannt, ist ein 5 km  langer linksseitiger Zufluss der Mandau in der Gemeinde Mittelherwigsdorf im Landkreis Görlitz im Südosten Sachsens.

## Beschreibung
Der Bach entspringt am südlichen Fuß des Pferdeberges (406 m ü.NN) im Oberdorf von Oberherwigsdorf. Entlang seines nach Süden führenden Oberlaufes erstreckt sich auf anderthalb Kilometern das Dorf Oberherwigsdorf. Auf seinem Mittellauf schlängelt sich der Rietschebach mit südwestlicher Richtung durch Mittelherwigsdorf. In Höhe der Mittelherwigsdorfer Kirche wendet sich der Bach nach Westen und wird von der Bundesstraße 96 überbrückt. Am unteren Ortsausgang von Mittelherwigsdorf mündet der Rietschebach gegenüber dem Scheibeberg südlich der Mandaubrücke nach Scheibe in die Mandau.
Der Rietschebach hat keine nennenswerten Zuflüsse. Auf seinem gesamten Lauf durchzieht er eine sanfte Mulde, die seit dem Mittelalter mit zwei Waldhufendörfern vollständig besiedelt ist. Deshalb ist der Bach ausgebaut und in hohe Natursteinmauern gefasst, zahlreiche Brücken und Stege überqueren ihn.

## Namensherkunft
Der Name des Baches ist slawischen Ursprungs und leitet sich von rečica (Kleiner Bach) her.

## Hochwasser
Der Bach trat bei Starkregen mehrfach über seine Ufer. So berichtet die Chronica Herwigsdorff von Hagelschlägen und Platzregen am 15. und 16. Juni 1725, in Folge deren ergoß sich die Ritschebach grausam, wie auch die Mandau. Das Augusthochwasser von 2010 verursachte schwere Schäden. Bis 2016 wurden drei Häuser zwischen dem Bach und der Straße abgerissen, die Erneuerung der eingestürzten Stützmauern ist noch nicht abgeschlossen (Stand Sommer 2016).